# Општина Севница
Општина Севница (словен. Sevnica) је једна од општина Посавске регије у држави Словенији. Седиште општине је истоимени град Севница.

## Природне одлике
Рељеф: Општина Севница налази се у југоисточном делу Словеније. Средишњи део општине је долина Саве. На југу се налази долењско побрђе, а на северу побрђе Козјанско и планина Јаворник.
Клима: У општини влада умерено континентална клима.
Воде: Најважнији водоток је река Сава у средишњем делу општине, а после ње река Мирна у западном делу. Сви остали водотоци су мањи и притоке наведених већих водотока.

## Становништво
Општина Севница је средње густо насељена.

## Насеља општине
| - Апненик при Боштању - Арто - Бирна Вас - Бланца - Боштањ - Брег - Брезје - Брезово - Будна Вас - Велика Хубајница - Велики Цирник - Врање - Врх при Боштању - Врхек - Габријеле - Габрје - Горње Брезово - Горње Импоље - Горње Орле - Говеји Дол - Дедна Гора - Долењи Боштањ - Долње Брезово - Долње Импоље - Долње Орле - Дрожање - Друшче - Жигрски Врх - Жировница - Журков Дол | - Забуковје над Севницо - Завратец - Згорње Младетиче - Згорње Водале - Знојиле при Студенцу - Јабланица - Јеловец - Јеперјек - Кал при Крмељу - Каменица - Каменшко - Капља Вас - Кладје над Бланцо - Кладје при Крмељу - Колудрје - Компоље - Коњско - Крајна Брда - Криж - Крижишче - Крмељ - Крсињи Врх - Лазе при Боштању - Ледина - Лесковец в Подборшту - Лог - Лока при Зиданем Мосту - Лончарјев Дол - Луковец - Мала Хубајница | - Малковец - Марендол - Метни Врх - Мртовец - Мрзла Планина - Нови Град - Окроглице - Орехово - Орешје над Севницо - Осредек при Хубајници - Осредек при Крмељу - Отавник - Павла Вас - Печје - Пијавице - Подборшт - Подгорица - Подгорје об Севнични - Подврх - Поклек над Бланцо - Поље при Тржишчу - Поникве при Студенцу - Преска - Прешна Лока - Примож - Радеж - Радна - Рачица - Разбор - Рогачице | - Ровишче при Студенцу - Селце над Бланцо - Севница - Скровник - Сланчји Врх - Слап - Сподње Младетиче - Сподње Водале - Средник - Стржишче - Студенец - Свињско - Телче - Телчице - Трновец - Тршчина - Тржишче - Хиње - Хињце - Худо Брезје - Церовец - Чање - Человник - Чешњице - Шентјанж - Шентјур на Пољу - Шковец - Шмарчна - Штајнгроб |  |